# Georges Guégot de Traoulen
Georges Simon Guégot de Traoulen est un homme politique français né le 27 octobre 1763 à Morlaix (Finistère) et mort le 30 décembre 1836 au même lieu.

## Biographie
Président du tribunal de Morlaix, il est député du Finistère en 1815, pendant les Cent-Jours.

## Sources
- « Georges Guégot de Traoulen », dans Adolphe Robert et Gaston Cougny, Dictionnaire des parlementaires français, Edgar Bourloton, 1889-1891 [détail de l’édition]